# In the Woods...
In the Woods… (также известна как I.t.W.) — норвежская блэк-метал-группа, основанная в 1991 году.

## История
Коллектив был сформирован участниками дэт-металлической группы Green Carnation в 1991 году. В 1993 году они создали демонстрационную запись «Isle Of Men», выпущенную на кассете собственными силами. Музыкально материал представлял собой образец сырого блэк-метал. Характерной особенностью была тематика текстов, посвященная природе и язычеству.
В 1995 году последовал выпуск дебютного альбома «Heart Of The Ages». Диск был выпущен на лейбле Misanthropy Records и содержал помимо нового материала также и перезаписанные композиции с демо-кассеты. Стиль претерпел определённые изменения, мелодии стали более сложными. Также группа стала одной из первых использовать для описания своей музыки словосочетание pagan metal. Группа начинает активно давать концерты. Так, одна из их ранних концертных записей 1996 года в Риме доступна для просмотра на сервисе YouTube.
В 1996 году на лейбле Hammerheart Records была переиздана их демозапись 1993 года «Isle Of Men». Для этого релиза группа специально перезаписала свою старую композицию «…and All This… (Child of Universal Tongue)». Также была добавлена никогда ранее не издававшаяся версия композиции «Heart of the Ages». Таким образом, релиз представлял собой компиляцию из старого и нового материала и назывался «A Return to the Isle of Men».
Также в 1996 году выходит их новый альбом Omnio. На нем группа радикально изменила музыкальный стиль. Скриминг вокалиста Яна Кеннета Транзита был заменен на чистый вокал. Также присутствует и женский вокал в исполнении Синн «Сопраны» Ларсен. Усложнились и удлинились инструментальные партии. Следующий альбом Strange in Stereo был выпущен в 1999 году и содержал в себе похожий экспериментальный материал.
Группа продолжает концертную деятельность. Так, один из концертов, записанный в Caledonien Hall, Кристиансанн, будет выпущен на двойном компакт-диске в 2003 на собственном лейбле Яна Транзита Karmakosmetix.
В 2000 году следует выпуск второй в дискографии группы компиляции под названием «Three Times Seven on a Pilgrimage». Сюда был включен материал с трех синглов группы: «White Rabbit» (1996), «Let There Be More Light» (1998) и «Epitaph» (2000).
В том же 2000 году группа распадается. Некоторые участники решили вернуться в группу Green Carnation, которая к тому времени стала играть похожую музыку. Барабанщик Андерс Кобро присоединился к Carpathian Forest. Ян Транзит участвовал как в множестве проектов, так и выступал соло.
В мае 2013 года от остановки сердца умер гитарист и один из основателей группы Оддвар Моий (Oddvar A:M).
Спустя год бывшим барабанщиком и одним из основателей группы Андерсом Кобро было дано объявление, что In the Woods… воссоединяются.
В 2015 году было объявлено, что в возрожденную группу войдут основатели группы: Андерс Кобро, а также братья Боттери.
В 2016 году лейблом Debemur Morti Productions были переизданы в формате трехдисковой компиляции альбомы: «Heart of the Ages», «Omnio» и «Strange in Stereo». Компиляция доступна как в формате CD, так и на виниле. Наименование компиляции «Heart of the Woods».
Группа дала несколько концертов. На 16 сентября 2016 года анонсирован выход нового альбома Pure. Альбом был выпущен лейблом Debemur Morti Productions 16 сентября 2016 года и содержал 10 треков. Вышел как на компакт-дисках, так и на виниле.
В конце 2016 года группу покинули сразу двое её основателей — братья Боттери.
Следующий альбом Cease the Day вышел 23 ноября 2018 года на Debemur Morti Productions. Он был записан двумя оставшимися участниками группы — Андерсом Кобро и Mr. Fog.

## Состав

### Текущий состав
- Андерс Кобро (норв. Anders Kobro) — ударные (1991—2000), (2014 — настоящее время)
- Джеймс «Mr. Fog» Фогерти — вокал, гитара, клавишные (2015 — настоящее время)
- Стейн Роджер Сордаль (норв. Stein Roger Sordal) — гитара (2014 — настоящее время)
- Томми Себастиан Халсет (норв. Tommy Sebastian Halseth) — вокал (2014 — настоящее время)
- Коре Андре Слеттеберг (норв. Kåre André Sletteberg) — ритм-гитара (концерт) (2015 — настоящее время)
- Йоб Бос (норв. Job Bos) — клавишные (концерт) (2016 — настоящее время)

### Бывшие участники
- Кристофер «C:M.» Боттери (норв. Christopher "C:M." Botteri) — бас-гитара (1991—2000), (2014—2016)
- Кристиан «X» Боттери (норв. Christian "X" Botteri) — гитара (1991—2000), (2014—2016)
- Оддвар A:M — гитара (1991—2000)
- Ян Кеннет Трансет (норв. Jan Kenneth Transeth) — вокал (1991—2000)
- Бьёрн «Berserk» Харстад (норв. Bjørn "Berserk" Harstad) — гитара (1996—2000)
- Сюнне «Soprana» Ларсен (норв. Synne "Soprana" Larsen) — вокал (1996—2000)
- Кристер-Андре Седерберг (норв. Christer-André Cederberg) — гитара (1998—2000)

## Дискография

### Студийные альбомы
- Heart of the Ages (1995, Hammerheart Records)
- Omnio (1997, Misanthropy Records)
- Strange in Stereo (1999, Misanthropy Records)
- Pure (2016, Debemur Morti Productions)
- Cease the Day (2018, Debemur Morti Productions)
- Diversum (2022, Soulseller Records)

### Сборники
- A Return to the Isle of Men (1996, Hammerheart Records)
- Three Times Seven on a Pilgrimage (2000, Prophecy Productions)
- Heart of the Woods (2016, Debemur Morti Productions)

### Концертные альбомы
- Live at the Caledonien Hall (2003, Karmakosmetix)

### Синглы
- «White Rabbit» (1996)
- «Let There Be More Light» (1998)
- «Epitaph» (2000)

### Демо
- Rehearsal 93 (1993)
- Isle of Men (1993)